# Danby (CDP, New York)
Pour les articles homonymes, voir Danby.
Danby est une census-designated place du comté de Tompkins, dans l'État de New York, aux États-Unis,. En 2020, elle compte une population de 506 habitants.